# Convenzione di Klaipėda
La Convenzione di Klaipėda (o Convenzione sul territorio di Memel) fu un accordo internazionale sottoscritto dalla Lituania e dai paesi della Conferenza degli Ambasciatori (Regno Unito, Francia, Italia e Giappone) firmato a Parigi l'8 maggio 1924. Ai sensi della convenzione, la regione di Klaipėda (territorio di Memel) divenne a statuto speciale in vari campi sotto la sovranità incondizionata della Lituania.
La regione andò separata dalla Prussia Orientale dal trattato di Versailles e posta poi sotto un'amministrazione francese provvisoria. Durante la controversa rivolta di Klaipėda del gennaio 1923, i lituani presero il controllo della regione e inscenarono una sommossa popolare con cui si chiedeva l'annessione alla Lituania. Per una serie di molteplici fattori che permisero di evitare problematiche a livello internazionale alla Lituania, la Conferenza degli Ambasciatori accettò la situazione de facto e si impegnò a formalizzare le modifiche territoriali. Agli abitanti della zona non rimase possibile scegliere se far parte della Lituania, tornare ad appartenere alla Germania o preservare lo status speciale di cui godeva il territorio di Memel simile per caratteristiche a quello della Città Libera di Cracovia. Dopo negoziati complicati, si concordò la sottoscrizione di una convenzione nella primavera del 1924. Alla regione fu concessa un'ampia autonomia legislativa, giudiziaria, amministrativa e finanziaria, oltre a un proprio parlamento eletto democraticamente (dieta di Klaipėda) e un ramo esecutivo nominato (direttorato di Klaipėda). L'amministrazione e il funzionamento del porto di Klaipėda vennero affidati a un consiglio composto da tre membri e il fiume Nemunas, in particolare con relazione al florido traffico di legname che passava sulle sue acque, sperimentò un'internazionalizzazione, garantendo libertà di transito a tutte le nazioni. Il testo dell'atto presentava alcune fallacie che emersero del tutto quando la Germania nazista presentò alla Lituania un ultimatum nel 1939 con cui le intimava di cedere il possesso della regione di Klaipėda, richiesta questa a cui l'esecutivo lituano preferì non opporsi.

## Contesto storico

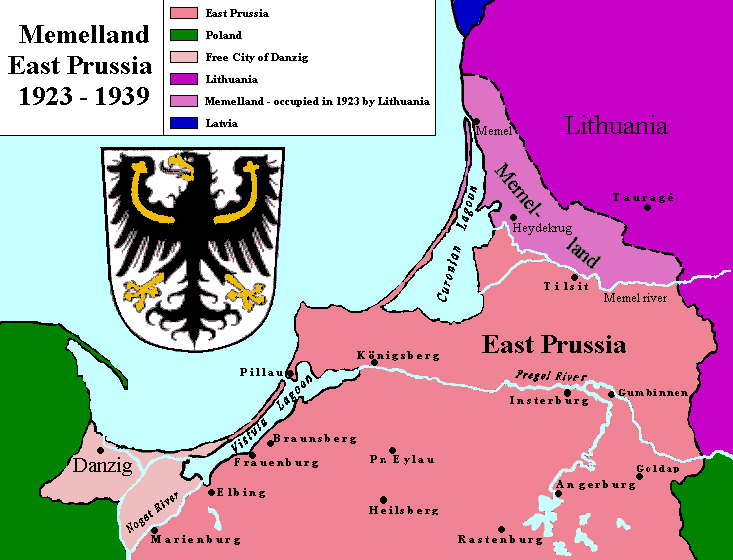
Mappa storica della regione di Klaipėda (Memelland) e della parte settentrionale della Prussia orientale

Le terre a nord del fiume Nemunas facevano parte di uno stato tedesco sin dalla loro conquista durante la crociata prussiana nel XIII secolo. Ai sensi dell'articolo 28 del trattato di Versailles, la regione fu staccata dall'Impero tedesco e, ai sensi dell'articolo 99, posta sotto un mandato della Società delle Nazioni in vigore dal 10 gennaio 1920. I francesi divennero amministratori temporanei della regione di Klaipėda, o territorio di Memel, ma i lituani desideravano acquisire la zona per motivazioni storiche, economiche e demografiche, essendovi una significativa popolazione di lingua lituana di lituani prussiani. Klaipėda (Memel), importante porto marittimo sul mar Baltico, costituiva l'unico accesso possibile al mare per la Lituania, ma le aspirazioni di Kaunas, capitale provvisoria della nazione ottennero scarso sostegno locale o internazionale. Nella regione si instaurò un regime giuridico che seguiva grosso modo quello della Città Libera di Danzica, cosa che la Società delle Nazioni sperava di mantenere in auge. Piuttosto che aspettare una decisione sfavorevole da parte degli Alleati, gli attivisti lituani decisero di organizzare una rivolta, prendere possesso della Memelland e sperare che il mutamento geopolitico venisse de facto e de iure accettato.
La sommossa, organizzata dal governo lituano e dall'Unione dei fucilieri lituani, iniziò il 9 gennaio 1923. I rivoltosi incontrarono poca resistenza e controllarono la regione entro il 15 gennaio, allestendo in fretta un nuovo direttorio filo-lituano, la principale istituzione di governo, e presentando una petizione volta a chiedere l'unificazione alla Lituania. Il 24 gennaio, il Seimas, il parlamento lituano, accolse la petizione formalizzando così l'incorporazione della regione di Klaipėda al proprio territorio. La Conferenza degli Ambasciatori decise di inviare una commissione speciale in situ respingendo l'ipotesi di un intervento militare: dopo aver accettato di aprire negoziati a seguito di una fase di indecisione, la comunità internazionale entrò in discussione con la Lituania.

## Trattative
Il 16 febbraio 1923, la Conferenza degli Ambasciatori rinunciò a quanto statuito dal trattato di Versailles e trasferì il distretto alla Lituania a condizione che un trattato internazionale formale venisse firmato in seguito. La Lituania accettò il trasferimento e i negoziati sul trattato iniziarono il 24 marzo 1923. Una commissione speciale della Conferenza, presieduta dal diplomatico francese Jules Laroche, presentò un progetto di 50 paragrafi che riservava ampi diritti alla Seconda Repubblica di Polonia con riferimento alla facoltà di accedere, utilizzare e amministrare il porto di Klaipėda. Alla Lituania, che aveva cessato di intrattenere ogni colloquio diplomatico con Varsavia per via un'accesa contesa avvenuta sul possesso della regione di Vilnius, le condizioni apparivano del tutto inaccettabili. La delegazione baltica, guidata da Ernestas Galvanauskas, rispose presentando un proprio progetto che non riservava diritti alla Polonia nell'aprile del 1923. Le trattative ripresero a luglio, quando Laroche avanzò altri due disegni molto simili al primo. Constatata l'impasse, i lituani suggerirono di segnalare il caso alla Corte permanente di giustizia internazionale, ma Laroche preferì rivolgersi alla Società delle Nazioni in virtù della facoltà riconosciuta dall'articolo 11 della carta fondativa del 1919.
Il 17 dicembre 1923 l'organizzazione internazionale autorizzò una commissione di tre uomini ad analizzare la situazione e a redigere un rapporto. A guidare il gruppo che comprendeva l'esperto tecnico olandese sui trasporti A.G. Kröller e il professore svedese M. Hoernell era il diplomatico americano Norman Davis. La commissione visitò Klaipėda, Kaunas e Varsavia, annunciando una bozza di accordo il 18 febbraio 1924. Dopo i negoziati con i baltici, la Società adottò la convenzione il 14 marzo 1924, nonostante le remore biancorosse. Il documento fu firmato nel dettaglio da Robert Crewe-Milnes, Raymond Poincaré, Camillo Romano Avezzana, Ishii Kikujirō ed Ernestas Galvanauskas l'8 maggio; la registrazione avvenne in data 3 ottobre. La convenzione andò ratificata dalle potenze dell'Intesa ed entrò in vigore il 25 agosto 1925. I lituani salutarono la versione finale come una grandissima vittoria diplomatica, poiché la Polonia non ha ricevuto diritti speciali sul porto.

## Contenuto
| Data di pagamento       | Totale (in goldmark) | In Francia (in franchi) | In Gran Bretagna (in sterline) | In Italia (in lire) |
| ----------------------- | -------------------- | ----------------------- | ------------------------------ | ------------------- |
| 15 giorni dopo la firma | 800.000              | 4.725.998               | 90.882                         | –                   |
| 15 dicembre 1930        | 1.000.000            | 5.886.873               | 113,180                        | 16.273              |
| 15 dicembre 1931        | 1.000.000            | 5,907,505               | 113.590                        | –                   |
| 15 dicembre 1932        | 1.000.000            | 5,907,505               | 113.590                        | –                   |

La Convenzione aveva 18 articoli: la regione fu trasferita alla Lituania senza clausole condizionali con la concessione dell'autonomia legislativa, giudiziaria, amministrativa e finanziaria per preservare i "diritti tradizionali e la cultura degli abitanti". Ai residenti si concedette senza alcun passaggio intermedio la cittadinanza lituana, ma anche la facoltà di rinunciarvi, entro 18 mesi, e ricevere la cittadinanza tedesca. I nuovi cittadini lituani furono esentati dal servizio militare fino al gennaio 1930. Il Paese baltico accettò di pagare le indennità di guerra in base al trattato di Versailles per quanto riguardava la regione e la tutela dei diritti delle minoranze e delle imprese straniere.
Qualsiasi membro del consiglio della Società delle Nazioni poteva richiedere l'attenzione della comunità internazionale in caso di una qualsiasi infrazione della Convenzione, con le eventuali controversie che sarebbero state deferite alla Corte permanente di giustizia internazionale. Tale disposizione venne strumentalizzata dalla Germania nazista quando avviò una campagna propagandistica anti-lituana nella regione finalizzata ad accusare la nazione baltica di violare i diritti delle minoranze. L'area geografica non poteva essere trasferita ad altri Paesi senza il consenso delle parti contraenti. Ciononostante, la disposizione legislativa passò in secondo piano nel 1939 quando la Lituania presentò un ultimatum intimò il trasferimento della Memelland al Terzo Reich.
La convenzione includeva lo statuto della regione di Klaipėda, un accordo sul porto cittadino e il transito come addendum sviluppato in 38 articoli e sulla scia di una costituzione. Si trattava principalmente di precisare il livello di autonomia legislativa, giudiziaria, amministrativa e finanziaria concessa alla regione. La sovranità, assegnata di fatto alla Lituania, andò solo confermata dai quattro firmatari stranieri. Le questioni specificamente poste sotto l'autorità locale includevano il culto e l'istruzione, le divisioni amministrative locali, la sanità e il benessere sociale, le infrastrutture stradali, la legislazione civile, penale e commerciale, la polizia locale e le tasse (eccetto dazi doganali). La regione aveva un proprio organo legislativo (Memel Landtag o Seimelis), eletto per un mandato di tre anni con elezioni libere e democratiche. Il presidente della Lituania aveva il compito di nominare un governatore della regione. Il governatore non poteva porre il veto alle leggi approvate dal parlamento locale a meno che non violassero lo statuto, la Costituzione della Lituania o gli accordi internazionali. Tra le ragioni del veto non risultavano dunque incluse le leggi contrarie agli interessi politici della Lituania. Il direttorio, composto da cinque membri, era nominato dal governatore e fungeva da istituzione esecutiva finché aveva la fiducia del parlamento, oltre a nominare giudici a vita per le corti superiori. Il governatore, d'intesa con il direttorio, aveva la facoltà di sciogliere l'assemblea legislativa. Il lituano e il tedesco ricevettero lo stesso status di lingue ufficiali nella regione. La modifica dello statuto richiedeva una maggioranza di tre quinti nel parlamento locale e poteva essere sottoposta all'approvazione di un referendum a cui poteva partecipare chi aveva il diritto di voto.
L'accordo sul porto di Klaipėda specificava che si trattava di un porto di interesse internazionale e che fosse applicabile la Convenzione di Barcellona e statuto sul regime delle vie navigabili di interesse internazionale. L'accordo istituì un consiglio portuale di tre membri incaricati dell'amministrazione, del funzionamento e dello sviluppo della zona commerciale. Un membro riceveva la nomina ad opera del governo lituano, un altro dal direttorio e il terzo dalla Società delle Nazioni. L'accordo di transito aveva quattro articoli e garantiva la libertà di transito che è riguardava in particolare l'esportazione e l'importazione di legname attraverso il fiume Nemunas.